# David Malet Armstrong
David Malet Armstrong, avstralski analitični filozof, * 8. julij 1926, Melbourn, Avstralija, † 13. maj 2014, Sydney, Avstralija. 
Njegova glavna področja ukvarjanja so ontologija, epistemologija in filozofija uma skozi precepcijo sodobnih znanstvenih odkritij. Zagovarjal je funkcionalistično teorijo uma in pojmovanje zakonov narave. Poučeval je na Univerzi v Sidneyju. V letu 2008 je bil izvoljen za tujega častnega člana ameriške akademije znanosti in umetnosti.
Avstralski filozof Keith Campbell je o Armstrongu dejal, da so njegovi prispevki raziskav na temo ontologije in epistemologije pomagali oblikovati program filozofije in pogoje razprave v okvirih sodobne znanosti.

## Življenje in kariera
David Malet Armstrong se je rodil v Melbournu 8. julija 1926. Oče je bil Commodore J.M.Armstrong, mater pa Philippa Suzanne Armstrong. Obiskoval je deško šolo Dragon School, Oxford, Anglija, srednje izobraževanje nadaljeval na gimnaziji v Geelongu v Avstraliji. Po službovanju v kraljevi avstralski vojni mornarici, leta 1945 in 1946, se je vpisal na Univerzo v Sydneyju in leta 1950 diplomiral iz filozofije. Doktoriral je na Univerzi v Melbournu. V letih 1954-55 je poučeval na Birkbeck Collegeu Univerze v Londonu, nato pa na Univerzi v Melbournu od 1956-63. Leta 1964 je postal profesor filozofije na Univerzi v Sydneyju, kjer je ostal vse do svoje upokojitve leta 1991. V svoji karieri je bil gostujoči predavatelj na številnih visokošolskih institucijah, vključno z univerzami Yale, Stanford, Univerzo Notre Dame v Indiani, Univerzo Teksas v Austinu in Franklin-Marshallovim Collegom. Armstrong je bil najprej poročen z Madeleine Annette Haydon (1950), nato pa se je leta 1982 poročil z Jennifer Mary de Bohun Clark.

## Področje filozofije
Na področju ontologije Armstrong zagovarja zmerni realizem univerzalij. Glavni razlog, da ontologija obdrži realizem, je, da je edino z univerzalijami zmožna pojasniti naravne zakone. Armstrongove univerzalije so samo drugo poimenovanje za osnovne delce v fiziki. Svojo filozofijo opisuje kot obliko znanstvenega realizma. Realistična ontologija se lahko zato razvija le vzporedno z razvojem znanosti proučevanja teh elementarnih delcev. Armstrong je zato bližje Aristotelovemu realizmu, saj zavrača transcendentni Platonov realizem neodvisnega obstoja univerzalij/idej od fizikalnega sveta. 
Armstrong zavrača nominalistično pojmovanje lastnosti, ki poskuša lastnosti preprosto razvrstiti v poljubne razrede. Problem, s katerimi se je soočal: če so lastnosti v preprostih razredih, v svetu, kjer so vsi modre stvari prav tako mokre, potem ne moremo določiti lastnosti neki stvari, ki je modra in ni mokra. V skladu z nominalističnim pogledom bi realnost dojemali precej naključno in neodvisno od stanj stvari. Vendar ima realnost svojo strukturo: imajo gradnike snovi, ki so sestavljeni iz molekul, ki so po drugi strani sestavljene iz atomov, ki stojijo v odnosu drug na drugega, ki so sestavljeni iz subatomskih delcev in tako naprej. Lastnosti same po sebi ne obstajajo neodvisno, če pa ne poznamo povezave med stanjem stvari in univerzalijami, je to zgolj iz razloga, ker gre za še realtivno neraziskano področje, znanosti in znanstvene metodologije. Umanjkanje slednjega je bilo tudi glavni hendikep njegovih predhodnikov, ki so zagovarjali realizem bivajočega (Platon, Aristotel in sholastični realisti). Prepričanje o obstoju univerzalij mu daje osnovo za razumevanje zakonov narave. Zakoni narave so značilnost sveta in ne samo način, kako govorimo o svetu.
Armstrong se drži fizikalne in funkcionalistične teorije uma. Ni sprejel pozitivističnega behaviorizma, ki opazuje učinke duševnih stanj in potem iz teh opazljivih ter od zunaj merljivih učinkov sklepa na dogajanje v duševnosti. Namesto tega zagovarja teorijo, ki opredeljuje duševno stanje s fizikalizmom živčnega sistema. Ponovno je tukaj problem razvoj kognitivnih znanosti, ki postopoma in z velikimi težavami odkrivajo duševna stanja v posameznih (pod)sistemih možganov. Priznal je, da obstajajo duševnih stanja, kot na primer zavest, ampak je navedel, da jih je mogoče razložiti kot fizične pojave.
Na vprašanje o povezavi med prepričanjem in znanjem Armstrong zagovarja "šibko sprejemanje" pogoja resnično upravičenega prepričanja. Če oseba vé nekaj, še ne pomeni, da verjame v kar je prepričana). V prispevku za Aristotelian Society, Armstrong zavrača vrsto argumentov lingvistov za zavrnitev prepričanj, ki trdijo, da je mogoče imeti znanje brez prepričanja, saj lahko vsakdanja raba besede "prepričanje" vključuje tudi pomanjkanje znanja. Za primer navede, kadar nekoga na postaji vprašamo, ali je vlak že odpeljal, in ta odvrne "Prepričan sem, da je" (I believe it has), sklepamo, da ne vé, ali je res odpeljal. Armstrong tudi trdi, da nasprotujoča prepričanja kažejo, da obstaja povezava med prepričanji in znanjem. Nekoliko bizaren je primer ženske, ki vé, da je njen mož je mrtev, vendar ne more dojeti in verjeti, da je mrtev.

## Dela
Njegova dela in zapiski so razvrščeni v tri kategorije. Zgodnja serija zajema celovit seznam filozofskih spisov, ki se razteza od dodiplomskih dni na univerzi v Sydneyju do zgodnjih 1980-ih. Ti vključujejo osnutke njegovih esejev, člankov, predavanj in recenzij. Med drugim pa tudi med seboj povezanih sodelovanj z drugimi filozofi in z uredniki revij, kritike njegovih zgodnjih knjig in njegove zapiske predavanj, ki se jih je udeležil v Sydneyju in Univerzi v Oxfordu. Ti zapiski so napisani večinoma lastnoročno.
V drugi seriji, obstaja vrsta dokumentov, ki dokumentirajo Armstrongov močan interes do družbenih in političnih vprašanj, še posebej v času vietnamske vojne. Ti vključujejo govore in naslove, izdelke za univerze in druge časopisne članke ter dokumente o vietnamski vojni.
Tretja kategorija zajema dokumente, ki se nanašajo na dogajanje znotraj Oddelka za filozofijo na Univerzi v Sydneyju, ki je bil leta 1973 razdeljen na dva oddelka. Ti vključujejo pisma, stališča, peticije, okrožnice, dokumente dnevnega reda in druge dokumente, ki segajo od leta 1965 do leta 1985.
S filozofskima disciplinama etika in filozofija jezika, ki sta središče zanimanj večine analitičnih filozofov, se ni posebej ukvarjal.

## Knjige
- Berkeley's Theory of Vision (1960). Melbourne University Press
- Perception and the Physical World (1961). Routledge & Kegan Paul
- Bodily Sensations (1962). Routledge & Kegan Paul
- A Materialist Theory of the Mind (1968). Routledge & Kegan Paul
- Belief, Truth and Knowledge (1973). Cambridge University Press
- Universals and Scientific Realism (1978). Cambridge University Press
- The Nature of Mind and Other Essays (1981). Cornell University Press
- What is a Law of Nature? (1983). Cambridge University Press
- A Combinatorial Theory of Possibility (1989). Cambridge University Press
- Universals: An Opinionated Introduction (1989). Westview Press
- A World of States of Affairs (1997). Cambridge University Press
- The Mind-Body Problem: An Opinionated Introduction (1999). Westview Press
- Truth and Truthmakers (2004). Cambridge University Press
- Sketch for a Systematic Metaphysics (2010). Oxford University Press

## Članki
- "Is Introspective Knowledge Incorrigible?" (1963). Philosophical Review 72 (4)
- "Meaning and Communication" (1971). Philosophical Review 80 (4)
- "Classes are States of Affairs" (1991). Mind 100 (2)
- "Black Swans: The formative influences in Australian philosophy" (2000). In Brogaard, B.; Smith, B.